# Pierre Charles Alexandre Louis

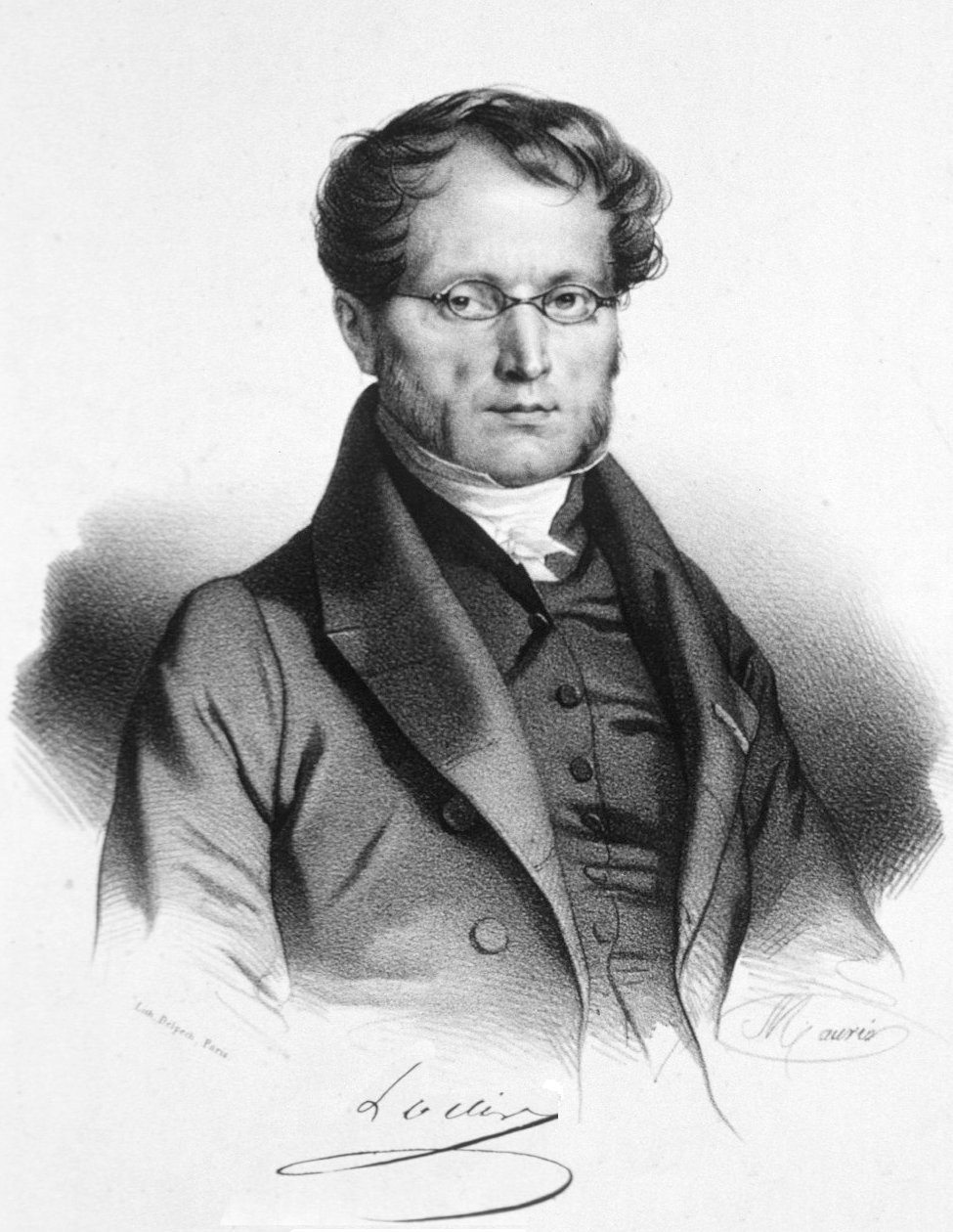
Pierre Charles Alexandre Louis

Pierre Charles Alexandre Louis (* 14. April 1787 in Ay in der Champagne; † 22. August 1872 in Paris) war ein französischer Arzt und Pathologe. Er ist bekannt für seine Studien über Tuberkulose, Typhus, und Pneumonie, sein größter Betrag an die Medizin war die Entwicklung der „numerischen Methode“ (im deutschsprachigen Raum auch „französische Methode“ genannt) als Vorläufer der Epidemiologie und der modernen klinischen Studie.

## Leben
Louis kam in Ay in der Champagne als Sohn eines Weinhändlers zur Welt. Er wuchs während der Französischen Revolution auf. Zuerst wollte er Recht studieren, wechselte dann aber zur Medizin, deren Studium er 1813 abschloss. Er studierte zuerst in Reims später in Paris.
Louis heiratete spät, der einzige Sohn starb 1854 noch im Kindesalter an Tuberkulose. Louis zog sich im selben Jahr von der ärztlichen Praxis zurück. Charles Sumner, der Louis am Hôtel-Dieu de Paris, wo dieser als Arzt arbeitete, besuchte und bei seinem Unterricht beobachtete, beschreibt ihn als einen „großen Mann, with a countenance that seems quite passive.“ Louis unterrichtete auch am Hôpital de la Salpêtrière in Paris. Oliver Wendell Holmes, Sr. war einer seiner Studenten.

## Ausbildung
Nach seinem Studienabschluss begleitete Louis den Compte de Saint-Priest, einen Freund der Familie, nach Russland und reiste mehrere Jahre mit ihm, bevor er sich 1816 in Odessa niederließ und während vier Jahren erfolgreich eine Privatpraxis führte. Ein Ausbruch der Diphtherie 1820 ließ ihn erkennen, dass sein medizinisches Wissen ungenügend war. Er kehrte nach Paris zurück, wo er, zunächst ohne Bezahlung, sieben Jahre in einem Hospital arbeitete. Er durchlief zunächst das „Hôpital de la Charité“, dann das „Hôpital de la Pitié“ und später das „Hôtel-Dieu“. Dort sammelte er jeweils die Krankengeschichten von tausenden von Patienten und nahm hunderte von Autopsien vor. Er publizierte Studien zur Behandlung der Tuberkulose (1825) und des Typhus (1829) und entwickelte die (auch „französische Methode“ genannte) numerische Methode zur Beurteilung der Wirksamkeit von Behandlungen.

## Numerische Methode
Louis begann ab dem Jahr 1823 die Resultate seiner Forschungen zu unterschiedlichen Krankheiten zu publizieren. Er analysierte die in seinen Fallstudien und Autopsien gesammelten Informationen numerisch.
Im 19. Jahrhundert vertrat der französische Arzt François-Joseph-Victor Broussais die einflussreiche These, dass Fieber durch die Entzündung von Organen entstünde und durch Aderlass wirksam behandelt werden könne. Louis widersprach 1828 mit der Publikation eines Textes über den Gegenstand (1834 erweitert zu einer langen Abhandlung im American Journal of Medical Sciences, unter dem Titel „An essay on clinical instruction“), die die Unwirksamkeit des Aderlasses bei der Behandlung der Lungenentzündung nachwies. Louis’ Ansicht wurde von den Ärzten der damaligen Zeit heftig bekämpft. Diese waren nicht gewillt, zur Bestimmung der Wirksamkeit einer Behandlung auf die Resultate von Studien zu warten und auf nachweislich unwirksame Behandlungen zu verzichten. Dennoch wurden Louis’ Methoden nach und nach akzeptiert als Ärzte begannen, die Vorteile der „numerischen Methode“ zu erkennen, da sie die Objektivität der Ansichten und die Behandlungsergebnisse verbesserte. Die „numerische Methode“ benutzte die Durchschnittswerte von Gruppen von Patienten mit einer bestimmten Krankheit, um im Einzelfall zu bestimmen, wie behandelt werden muss. Louis betonte die Bedeutung der Vergleichbarkeit von Patienten über die bloße Krankheitsdiagnose hinaus; er versuchte Faktoren wie Alter, Ernährungszustand, Krankheitsschwere und andere laufende Behandlungen neben dem Aderlass zu berücksichtigen. Louis erkannte auch die Bedeutung des Vergleichs von Populationen in Abgrenzung zu individuellen Vergleichen. Er glaubte, dass sich die Unterschiede zwischen individuellen Patienten in den Durchschnittswerten aufheben würden. Allerdings hatte er das Konzept der Zufallsstichprobe und der randomisierten kontrollierten Studie damals noch nicht gekannt. Seine Gegner argumentierten, dass die individuellen Fälle zu unterschiedlich seien, um zu statistisch sinnvollen Gruppen gemittelt werden zu können; Louis entgegnete, in dem er darauf hinwies, dass auch individuelle Fälle gemeinsame Eigenschaften hätten, und dass mit der Behauptung, jeder Fall sei einzigartig, die Medizin niemals Fortschritte machen würde. Louis war sich bewusst, dass seine eigenen Studien zu wenige Fälle einschlossen, um sichere Erkenntnisse daraus ziehen zu können. Sein Nachfolger erklärte später, dass wenn einmal 500 Fälle akkumuliert seien, Gewissheit erzielt werden könnte.
Louis erste Studie mit seiner neuen Methode war die Behandlung durch Aderlass bei einer Gruppe von 77 Patienten mit einer sehr ähnlichen Form der Lungenentzündung. Er bestimmte Zeitpunkts des Beginns, Dauer, sowie die Sterberaten der Krankheit; und ob der Aderlass entweder früh (1–4 Tage seit dem Beginn der Krankheit) oder spät (5–9 Tage) im Verlauf vorgenommen wurde. Basierend darauf fand Louis, dass diejenigen, die früh behandelt wurden, sich früher erholten, aber eine höhere Sterberate aufwiesen. Daraus schloss er, dass Aderlass nur in den späten Stadien der Krankheit wirksam sei. Die Auswirkungen der Louis’schen Untersuchungen auf die Praxis des Aderlasses in der damaligen Medizin ist schwer zu beurteilen, da diese Praxis schon am Sinken war, als er seine Ergebnisse veröffentlichte.
Es ist wenig bekannt über die Ausbildung von Louis in Mathematik und Medizin oder wie er seine „numerische Methode“ entwickelte. Zur Zeit seiner Tätigkeit war der Mathematiker Pierre-Simon Laplace extrem einflussreich, dieser hatte das Konzept der Korrelation in die Wissenschaft eingeführt; Louis könnte sich darauf gestützt haben.
Die in der Zeit von 1825 bis 1840 von Louis entwickelte und von der Société médicale d’observation verbreitete „numerische Methode“ ist eine wichtige Grundlage für die quantitativ (statistisch begründete) klinische Forschung und wurde 1847 auch von Johann Ferdinand Heyfelder beschreibend benannt.

## Vermächtnis
Louis verglich in weiteren, ähnlichen prä-epidemiologischen Studien exponierte versus nicht-exponierte Patienten, um die Beziehung zwischen Krankheit und Ätiologie aufzuklären, zum Beispiel beim Emphysem. Für seine Arbeiten zur numerischen Methode wurde Louis zum ständigen Vorsitzenden der Gesellschaft für Medizinische Beobachtung gewählt, die von seinen Schülern gegründet worden war. Louis wird auch zugesprochen, die Erhebung der Anamnese standardisiert zu haben, beginnend mit Fragen zur Gesundheit ganz allgemein, fortschreitend mit spezifischen Fragen zu einzelnen Symptomen.
Louis war Mentor von Oliver Wendell Holmes, Sr. während der Ausbildung in Paris und beeinflusste dessen skeptische Haltung stark.

## Ehrungen
1849 wählte man ihn in die American Academy of Arts and Sciences. 1853 wurde er zum Mitglied der Deutschen Akademie der Naturforscher Leopoldina gewählt.